# Boissy-le-Cutté
Boissy-le-Cutté ist eine französische Gemeinde mit 1.343 Einwohnern (Stand: 1. Januar 2022), die im Département Essonne und in der Region Île-de-France liegt. Sie gehört zum Arrondissement Étampes und zum Kanton Étampes. Die Einwohner werden Boisillons genannt.

## Geographie
Boissy-le-Cutté liegt etwa 42 Kilometer südlich von Paris. Die Gemeinde liegt im Regionalen Naturpark Gâtinais français. Umgeben wird Boissy-le-Cutté von den Nachbargemeinden Cerny im Norden und Osten, D’Huison-Longueville im Südosten, Orveau im Süden, Bouville im Süden und Südwesten sowie Villeneuve-sur-Auvers im Westen.

## Bevölkerungsentwicklung
| 1962                       | 1968 | 1975 | 1982 | 1990 | 1999 | 2006 | 2019 |
| -------------------------- | ---- | ---- | ---- | ---- | ---- | ---- | ---- |
| 423                        | 617  | 783  | 812  | 1039 | 1200 | 1294 | 1341 |
| Quellen: Cassini und INSEE |      |      |      |      |      |      |      |

## Sehenswürdigkeiten

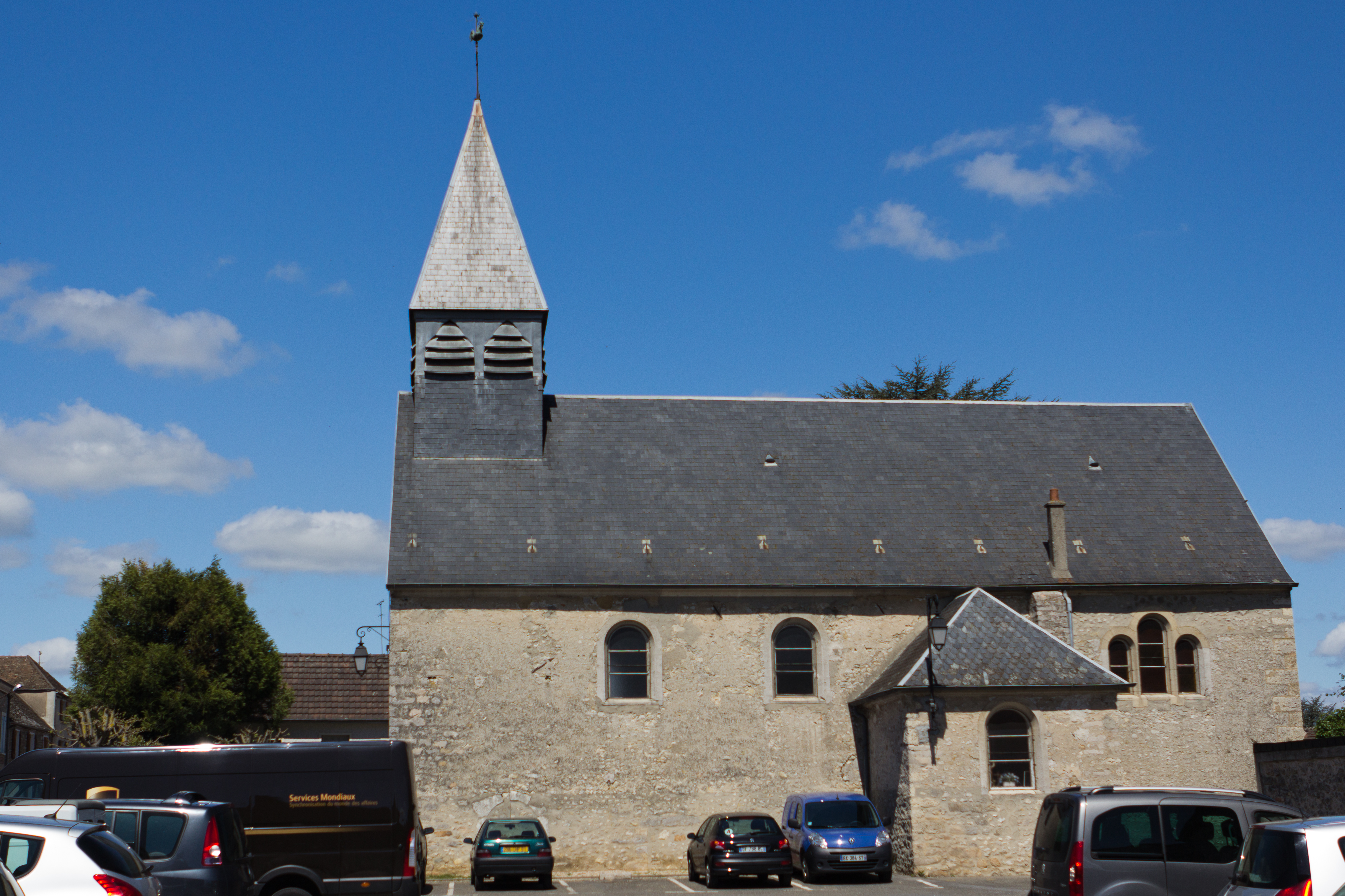
Kirche Saint-Pierre-ès-Liens

- Kirche Saint-Pierre-ès-Liens